# Pseudiodis albidentula
Pseudiodis albidentula là một loài bướm đêm trong họ Geometridae.

## Hình ảnh

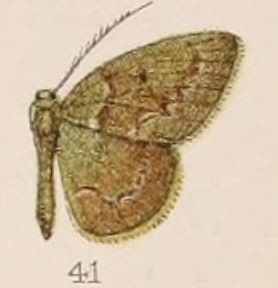